# This Town Ain’t Big Enough for Both of Us
«This Town Ain’t Big Enough for Both of Us» (с англ. — «Этот город слишком тесен для нас двоих») — первый трек третьего альбома Kimono My House американской рок-группы Sparks, выпущенный синглом в марте 1974 года (c «Barbecutie» на обороте). Он поднялся до #2 в UK Singles Chart (# 5 — Голландия, # 12 — Германия) и остался в истории как «один из самых оригинальных синглов своего времени» (Дэйв Томпсон, Allmusic). Акустическая версия песни была издана в 1985 году (би-сайд сингла «Change»).
В 1997 году Sparks записали две новых версии «This Town Ain’t Big Enough for Both of Us». Первую, оркестровую версию записал продюсер Тони Висконти (восстановив куплет, вырезанный из оригинальной версии Маффом Уинвудом). Вторая была записана с Faith No More: она вошла альбом Plagiarism, также вышла синглом и поднялась до # 40 в UK Singles Chart.
Песня прочно вошла в концертный репертуар Sparks и стала визитной карточкой группы. В числе музыкантов, записавших на неё кавер-версии, были Siouxsie & the Banshees и Fatal Charm.

## История создания
Летом 1973 года Рон Мэйл приступил к созданию материала для третьего альбома Sparks. В рабочие дни он работал у себя дома с гитарой, по выходным приезжал на автобусе в дом мамы Мириам и отчима Оскара Родженсона, который находился в Клэпхем Джанкшн, и музицировал там на фортепиано. Рон вспоминал позже, что ему и в голову не приходило, что он работает над важнейшим произведениями своей жизни: просто у него было прекрасное настроение от самого уже пребывания в Лондоне.
Рон Мэйл тщательно отрабатывал технику игры на фортепиано, играл много классики (в частности, Баха): так — выработал собственный «ударный» стиль игры, при котором фортепиано словно бы становился дополнительным элементом перкуссии.
Однажды в воскресный день у Рона Мэйла появилась мелодия с отчетливым классическим оттенком, отдалённо напоминавшая «Simple Ballet», песню из репертуара Halfnelson. Рабочей строчкой будущей композиции стала — «Too Hot, Too Hot to Handle» (рус. Слишком горячо, так горячо, что не удержишь): это на её месте позже появилась строчка: «Zoo time is she and you time» (рус. Время для зоопарка — это то время, когда ты с ней).

### Текст песни
Строка «This town ain’t big enough for the both of us» поначалу не рассматривалась Роном в качестве возможного заголовка. Она пришла ему в голову как клише из фильмов-вестернов (такими словами — «Этот город слишком тесен для нас двоих» — один стрелок бросает вызов другому). Появилась идея: сконструировать текст из подобных киноштампов, а аранжировку сделать такую, которая наоборот, разбивала бы все сложившиеся в поп-музыке стереотипы. Но, по мере того, как эта идея воплощалась в жизнь, становилось ясно, что у песни с таким текстом шансов попасть на радио нет. Поэтому строчку «Этот город слишком тесен для нас двоих» пришлось повторить в каждом куплете, а потом и вынести в заголовок.
В результате у Рона Мэйла получилась юмористическая зарисовка, продолжающая одну из основных в творчестве ранних Sparks тему — «любовь как форма боевых действий». Главный герой песни (появляющийся также в «Reinforcements», «Don’t Leave Me Alone With Her») смертельно боится женщины, в которую влюблен. В данном случае свидание с ней он сравнивает с посещением зоопарка, собственное сердцебиение — с топотом бегущих «носорогов, слонов и цепких тигров», а сам момент встречи — с ядерным взрывом («…Хиросима всё ближе»). Комический эффект достигается контрастным бравадо в рефрене: каждый раз, достигнув предела, персонаж подбадривает себя напыщенно-геройским кличем («Этот город слишком тесен для нас двоих, и не мне придётся покинуть его!»).

#### Сокращённый куплет
Окончательный вариант «This Town…» вышел сокращённым на один куплет. Это четверостишие выглядело так:
«Choosing, the girl is choosing / Between the man who’s well-to-do / And the man who is you / Heartbeat, increasing heartbeat / There is a panic-selling jamboree». Куплет был вырезан незадолго до релиза, но как минимум однажды Sparks исполнили его на концерте: эта версия песни представлена на альбоме-бутлеге «Live at Fairfield Halls, Croydon U.K, 1975».

### Трудности исполнения
Рон Мэйл написал музыку песни в «ля» и в этой же тональности предложил её Расселлу. «Я считаю, что автор музыки должен определять все связанные её реализацией решения, и никакой вокалист меня не переубедит», — говорил он полушутя в интервью 2003 года. Спеть предложенную ему композицию Расселлу оказалось непросто. 
Рон, когда писал «This Town Ain’t Big Enough For Both of Us», сыграть её мог только в этой тональности. Переписать же её под вокал оказалось сложно: кому-то из нас нужно было уступить — пришлось мне кое-как подстроиться. У меня вообще-то не «роковый» голос, в нем нет «души» в традиционном рок-н-ролльном смысле этого слова, нет ничего «от сердца». Голос у меня нетренирован, и я никогда не задавался вопросом, почему я пою так высоко: ну, просто сами песни этого требовали. Рон, автор всех текстов Sparks, никогда не утруждал себя тем, чтобы переложить их в удобную для меня тональность. Он просто каждую строчку набивал битком словами, а мне потом приходилось исполнять все, что он туда впихивал!Расселл Мэйл. The Word #36, 2006
Работа над песней и самому Рону Мэйлу давалась с трудом. Он признавался позже, что обладает плохой музыкальной памятью, из-за чего неспособен создавать композиции частями. «Если песня сразу мне не удавалась, я её выкидывал в урну и отправлялся домой в депрессии», — говорил он.

### Выход сингла
Братья Мэйлы были очень удивлены, когда продюсер Мафф Уинвуд предложил выпустить песню синглом. Уинвуд добавил к ней звуковой эффект, напоминавший ружейные выстрелы, и заключил пари со своим приятелем Элтоном Джоном, что песня войдет в британский Top 5. Элтон Джон принял вызов и проиграл. «This Town Ain’t Big Enough For Both of Us совершенно выбивался из общей картины тогдашнего хит-парада. Многим группам, судя по всему, нравится ничего не менять, но мы всегда исповедовали провокационный подход. This Town Ain’t Big Enough For Both of Us словно бросает вызов слушателю, демонстрируяю на что способна поп-музыка», — говорил Расселл Мэйл.
Песня «This Town Ain’t Big Enough For Both of Us» впервые прозвучала в радиоэфире в программе Ники Хорна на Capital Radio 11 марта 1974 года; в тот же вечер её передал Джон Пил. Оба известных радиоведущих отозвались о песне с восторгом. Однако в чарты сингл вышел лишь спустя полтора месяца, после появления Sparks в программе Top of the Pops. «This Town Ain’t Big Enough for Both of Us» поднялся до #2 и был остановлен на подступах к вершине The Rubettes с синглом «Sugar Baby Love». С соперничеством этих двух хитов связана целая история, о которой братья Мэйл до сих пор вспоминают с насмешливой горечью.

### Top of the Pops
Эффект от выхода сингла мог бы быть намного большим, если бы не курьезные обстоятельства, связанные с выступлением Sparks в Top Of The Pops. Судя по всему, продюсеры программы были настолько уверены, что приглашают английскую группу, что не предупредили её менеджмент о необходимости членства исполнителей в профсоюзе музыкантов Великобритании.
Приезжаем мы в студию, и встречает нас продюсер шоу по имени Робин Нэш. Этакий типичный британский джентльмен. «Хелло, Робин Нэш, Top of the Pops», — говорит он, с чистейшим произношением <культивируемым> BBC. «Хай, я Расселл из Sparks», — отвечаю я ему своим наилучшим американским «твэнгом». Он мне: «О! О!…» — и пятится. «Простите, — говорит, мне нужно срочно позвонить». Вот так и выкинули нас из программы — только потому, что поначалу приняли нас за англичан. А вместо нас — записали The Rubettes.Расселл Мэйл 
Выяснилось, что бумаги связанные с разрешением на работу, у группы не в полном порядке. Началась срочная работа по их переоформлению. «Они подавали заявление <на членство в профсоюз музыкантов> несколько раз, и каждый раз их отвергали на том основании, что… предыдущий раз они уже были отвергнуты», — писал биограф К. ван Брукелен.
Наконец документы были подготовлены и Sparks записались для Top of the Pops. Появление группы в популярнейшей музыкальной телепрограмме Великобритании произвело эффект разорвавшейся бомбы. На следующий день вся британская пресса принялась обсуждать группу с «парнем за клавишными, как две капли воды похожим на Гитлера». Братьев Мэйлов стали окружать толпы прохожих на улицах; среди последних всё больше становилось визжащих школьниц. Но время было потеряно: «Sugar Baby Love» вышла на первое место (где продержалась 5 недель) и Sparks лишились своего первого (и по мнению многих, заслуженного) чарттоппера.

## Состав участников
- Russell Mael — вокал
- Ron Mael — клавишные
- Martin Gordon — бас-гитара
- Adrian Fisher — гитара
- Norman «Dinky» Diamond — ударные

## Достижения в чартах
Оригинальная версия (1974)
| Чарт                 | Наивысшее место |
| -------------------- | --------------- |
| U.K. Singles chart   | 2               |
| Dutch Top 40         | 5               |
| German Singles chart | 12              |

 Sparks Vs. Faith No More (1997) 
| Чарт               | Наивысшее место |
| ------------------ | --------------- |
| U.K. Singles chart | 40              |